# NGC 6467
NGC 6467 este o galaxie spirală situată în constelația Hercule. A fost descoperită în 2 iunie 1864 de către Albert Marth. Se află la o distanță de 45,5 de megaparseci de Pământ.